# Bohorodchany (huyện)
Huyện Bohorodchany (tiếng Ukraina: Богородчанський район, chuyển tự: Bohorodchanys’kyi raion) là một huyện của tỉnh Ivano-Frankivsk thuộc Ukraina. Huyện Bohorodchany có diện tích 799 km², dân số theo điều tra dân số ngày 5 tháng 12 năm 2001 là 70098 người với mật độ 88 người/km2. Trung tâm huyện nằm ở Bohorodchany.